# Triunfo-Dorado
Triunfo Dorado es una parroquia rural del Cantón Centinela del Cóndor (Zamora Chinchipe). Triunfo Dorado fue declarado parroquia el 21 de noviembre de 2011. La Parroquia contiene 10 barrios rurales principales, con una población total de 2.121 habitantes.

## Historia
La parroquia en un inicio estuvo ocupado por indígenas de la etnia shuar. Ellos estuvieron controlados por un valiente jefe y se alimentaban exclusivamente de la caza y frutas silvestres, sus viviendas y vida eran simples, siempre observados por las guerras entre sus tribus vecinas; pero en el año 1950, gracias a la influencia de los colonos católicos, guiados espiritualmente, la vida se les volvió pacífica y sedentaria. [cita requerida]
Entre los primeros colonizadores son originarios de la Provincia de Loja, donde se internan en la selva, en un clima de lluvias, para granear esperanza a las generaciones futuras. Entre los cultivos estaba el arroz y al ver estos campos dorados con este producto, le ponen como nombre “El Dorado”, 24 años más tarde (1974) el desaparecido Instituto Ecuatoriano de Reforma Agraria y Colonización construye la vía Zumbi - Dorado, y así ya no tendrán más que transitar por caminos enlodados para llegar a la parroquia Zumbi y equiparse de alimentos; la población sigue creciendo en esta tierra generosa. En 1968, para educar a los niños se crea la primera escuela con veinte estudiantes.
En 1980, entra el extinto Programa Regional para el Desarrollo del Sur a crear las vías que conducen a Nueva Esperanza y Natenza, creciendo de esa manera la producción de maderera, agrícola y ganadera del sector.
En enero de 1981, se produce la guerra de Paquisha, y dos jóvenes del barrio El dorado se preparan voluntariamente para frenar al invasor del sur, para defender juntos a los soldados ecuatorianos al Ecuador.
En 2002, a origen de la cantonización de Paquisha, Centinela del Cóndor se queda sin parroquias rurales, entonces aparece en el pueblo del Dorado el concepto de parroquialización, con la finalidad de recibir mejor atención a los servicios básicos.

## Límites
Al Norte: Cantón Yantzaza.
Al Sur y al Oeste: Parroquia Zumbi (Cabecera Cantonal de Centinela del Cóndor).
Al Este: Cantón Paquisha.